# Mecha

Versiunea mecha a Nissan DUALIS SUV creată de mangaka/mecha designer Shoji Kawamori (Macross)

Mecha, cunoscut și ca meka sau mechs, sunt vehicule bipede controlate de către un pilot, care apar des în opere SF sau alte genuri ce implică elemente fantastice sau futuristice. Mecha sunt în general, deși nu neaparat, bipede. În majoriatea operelor în care apar, mecha sunt mașini de război: esențial sunt vehicule blindate cu picioare în loc de șine sau roți (sunt și excepții). Unele povești, precum seria manga Patlabor și jocul American miniatural Battletech, conțin mecha folosite în scopuri civile precum munca în construcții, îndatoriri polițienești, sau luptă împotriva incendiilor.
Unele universuri sci-fi postulează mecha drept principalul mijloc de luptă, cu conflicte uneori rezolvate prin lupte gladiatoriale. Altele reprezintă mecha drept o componentă a unei forțe militare mai mari, luptand alaturi de tancuri, avioane de vânătoare, și infanterie, funcționând ca o cavalerie mecanică. Aceste aplicații susțin avantajele teoretice a unui astfel de vehicul, combinarea armamentului și rezisțența unui tanc cu abilitatea infanteriei de a traversa teren instabil.
Prima apariție de mecha în ficțiune este crezut a fi romanul Războiul Lumilor al lui H. G. Wells unde marțiani folosesc vehicule tripod asemănătoare cu o mecha, dar acest lucru nu are in vedere faptul ca cu 30 de ani mai devreme, Jules Verne publica La Maison à vapeur (The Steam House), în care apărea un elefant mecanic pilotat și pus în mișcare de motoare cu abur. Prima apariție a unui robots mecha pilotat din interiorul unui cockpit a fost seria manga și anime Mazinger Z produsă de Go Nagai.

## Origine și folosirea cuvântului
Termenul "mecha" este derivat din abreviația japoneză meka (メカ?) pentru cuvântul englezesc "mecanic". În Japoneză, "mecha" cuprinde toate obiectele mecanice, inclusiv automobile, arme de foc, computere, și alte dispozitive. În acest caz, mai cuprinde și roboți umanoizi, și lucruri ca boomeri din Bubblegum Crisis, replicanți din Blade Runner, și cyborgi pot fi denumiși mecha, precum și obiecte reale mondene ca roboți industriali, mașini, etc. Japonezi folosesc termenul "robot" (ロボット robotto?) sau "robot uriaș" pentru a diferenția vehiculele cu membre de alte dispozitive mecanice. În limba engleză termenul a fost folosit prima oară în seria animată Robotech care era o dublare englezească a trei serii anime diferite, iar de atunci termenul a fost asociat in Vest cu vehicule robotice pilotate (ocazional care se pot transforma) sau costume de luptă blindate care sunt purtate asemănător unui exoschelet. Sunt si excepții; în filmul A.I.: Artificial Intelligence, cuvântul era folosit pentru a descrie "creaturi meccanice" (umanizi robotice).
În privința costumelor de luptă blindate, mecha nu se refera la forme de veșminte precum  armura Iron Man. Aceste costume de luptă tind sa fie mai mari și voluminoase decât cel ce îl și membrele acestuia pot sau nu să se extindă compet în armură. 
Personajele din miniseria de benzi desenate a Marvel Comics Livewires și Artificial Intelligence se autointitulează mecha.
Termenul "mech" este folosit mai mult în Vest pentru a descrie vehicule decât în Asian. "Mech" ca termen își are originea din seria BattleTech (unde este scris adesea 'Mech, scurt pentru BattleMech sau OmniMech), și nu este folosit în Japan în alte contexte decât ca o scriere greșită pentru "mecha." (O excepție este versiunea japoneză a BattleTech, care încearca să păstreze cuvântul englezesc). 

## Mecha în ficțiune

### În film
- Godzilla vs. Mechagodzilla
- Pacific Rim (film)
- Atlas (film din 2024)
- Avatar (film din 2009)
- The Amazing Spider-Man 2
- Star Wars
- Robot Jox
- Aliens - Misiune de pedeapsă
- Wild Wild West
- The Matrix Revolutions
- District 9
- Iron Man (film din 2008)
- Avengers: Age of Ultron